# Egyek
Egyek è una città dell'Ungheria di 5.527 abitanti (dati 2001). È situata nella contea di Hajdú-Bihar.